# فلوري عبد الملك
فلوري لبيب عبد الملك (1925 - 1981) هي شاعرة ومترجمة مصرية، استمرت فترة نشاطها الأدبي خلال ستينيات القرن العشرين، نشرت في العديد من المجلات الأدبية، وألقت أشعارها في محافل شعرية، وجمعت نتاجها في ديوانها روح هائمة (دار المعارف، 1969). تميز شعرها بالرومانسية والوجدانية، وألهمتها الطبيعة والأسرة والظروف الوطنية.

## حياتها
ولدت فلوري عبد الملك في مدينة المنصورة عام 1925 لأب طبيب وأم تعزف الموسيقى في المنزل، تنقلت بين محافظات مصر بسبب طبيعة عمل والدها، فانتقلت إلى إحدى مدن الصعيد، لتلتحق بمدرسة الراهبات لثلاث سنوات، ثم قرر والدها إلحاقها بمدرسة داخلية نظرًا لكثرة تنقله، فأتمت دراستها الثانوية بكلية البنات بالقاهرة لتحصل على الشهادة التوجيهية بتفوق بين نظيراتها. رغبت فلوري في الالتحاق بالجامعة، لكن والدها ارتأى أن تقوم «بتثقيف نفسها بنفسها» من المنزل، كي «تتعلم من الشؤون المنزلية التي تؤهل الفتاة للحياة الزوجية الراضية». تزوجت فلوري من ابن عمها «الطبيب والأديب» شكري عبد الملك وانتقلت للعيش معه في الإسكندرية عام 1950. بعد وفاة والدها (1958)، وبعد أن أنجبت فلوري أبناءها، والتحقوا بالمدرسة، التحقت هي بقسم الفلسفة والاجتماع في كلية الآداب بجامعة الإسكندرية عام 1964، لتحصل على الليسانس في يونية 1969. اشتغلت الشاعرة كمعيدة بالكلية الإكليريكية بعد أن حصلت على شهادة منه. عزفت فلوري عبد الملك على البيانو ورسمت بجانب كتابتها للشعر، فرسمت جميع الرسومات التي يتضمنها ديوانها الوحيد. سافرت الشاعرة إلى لبنان واليونان وقبرص وفرنسا وألمانيا وإيطاليا. توفيت فلوري عبد الملك في 16 يناير 1983 في الإسكندرية.

## مسيرتها
بدأت فلوري «تعالج الشعر وتنظم الزجل» منذ عمر الرابعة عشرة، لكنها لم تنشر أيًا من قصائدها إلا ما كتبته بداية من ربيع1960. نشرت قصائدها في العديد من المجلات الأدبية مثل البصير والهلال والرسالة الجديدة والشعر والأديب والثقافة. شاركت فلوري شعراء آخرين في إصدارات مشتركة، فشاركت بقصيدتها «من أجل فلسطين» في كتاب أصدره شعراء الإسكندرية بعنوان «فلسطين عربية» سنة 1965. وشاركت بقصائدها في ديوانين: «ديوان الإسكندرية» و«ديوان ثوار». كما ألقت شعرها في العديد من المهرجانات الشعرية والاجتماعات الأدبية، فألقت قصيدتها «نداء السلام» في مهرجان الشعر الخامس الذي أقيم في الإسكندرية عام 1963، وألقت قصيدتها «غدًا نلتقي» في مهرجان الشعر السابع الذي أقيم في مدينة غزة في مارس 1966، ثم ألقتها في «اجتماع أدباء المنصورة» في نفس العام، وألقت قصيدتها «مشاعر قلب في الربيع الحزين» في مهرجان الشعر الثامن الذي أقيم في القاهرة في مارس 1968. كما ألقت شعرها في الإذاعة.
عضوة الهيئة المحلية لرعاية الفنون والآداب، وعضوة أتيلييه الإسكندرية. كما انضمت إلى «جماعة نشر الثقافة»، وهي جماعة أدبية أنشأها مصطفى فهمي ويوسف فهمي الجزايرلي في الإسكندرية سنة 1932، وكان من أهم أعضائها الشاعران خليل شيبوب (1892- 1951) وعبد اللطيف النشار (1895- 1972) والشاعرة منيرة توفيق (1893- 1965). جمعت فلوري عبد الملك معظم أشعارها في ديوانها روح هائمة، الذي صدر عن الهيئة المحلية لرعاية الفنون والآداب والعلوم الاجتماعية بالإسكندرية ودار المعارف في نوفمبر 1969، وكتب مقدمته الشاعر أحمد رامي.
مزجت  شعرها بين القصيدة العمودية وشعر التفعيلة. كتبت أشعارها بالفصحى، وتميزت لغتها بالجزالة المقترنة بالألفاظ البسيطة والخيال المركب. حينما كتبت ترانيم، تحررت لغتها بشكل أكبر واستخدمت لغة أبسط أكثر غنائية كما في قصيدتها «ذات مساء» المغناة كترنيمة بعنوان «عبر انطلاقي بدرب الرجاء». استخدمت فلوري «الأوزان الرشيقة الراقصة [...] كما أن تنويع القوافي واختصار الامتداد مما يميز نظمها». ذكر أحمد رامي في مقدمته أنها «ابتدعت في هذه الأبحر الشعرية مقاييس للتفاعيل تتفق في الوزن وتختلف في القدود». كانت على دراية بالأدب الفرنسي والأدب الإنجليزي، وترجمت قصائد مثل ترجمتها قصيدة شباب وشيخوخة Youth and Age عن الإنجليزية للشاعر تشارلز كنجسلي Charles Kingsley (1819- 1875).